# Slobodan Tišma
Slobodan Tišma (Ópazova/Stara Pazova, 1946 . május 14.–) vajdasági konceptualista író, költő, new wave-zenész, énekes, zeneszerző, gitáros. 

## Életpályája
Belgrádban élt két évig, majd Újvidékre költözött családjával és azóta is ott él. A Belgrádi és az Újvidéki Egyetem Bölcsészettudományi Karán tanult irodalmat. A hatvanas évek végén az újvidéki Ifjúsági Tribün és az Index egyetemi lap munkatársa, majd szerkesztője. A konceptuális művészet és a költészet foglalkoztatják. 1977-ben a Matica Srpska évkönyve közli költői „mestermunkáját“ a Vrt kao To című költeményt, miután felhagy a művészettel való foglalatoskodással.
A hetvenes évek végén újból a rockzene felé fordul, megalapítja a La Strada nevű újhullámos együttest.
A nyolcvanas évek elején megalakul a jugoszláv újhullám egyik legfontosabb együttese, az újvidéki Luna: énekel, gitározik, zenét szerez. 1986-ban az újból összeállt La Stradával ugyanezen a néven lemezt jelentetnek meg. A nyolcvanas évek végétől kivonul a közéletből, majd irodalmi naplójának írásába kezd, ami 2001-ben jelenik meg.
A kilencvenes évek folyamán két verseskötete lát napvilágot, a Marinizmi (1995) és a Vrt kao To (1997), amelyekben a hetvenes évek irodalmi folyóirataiban megjelent költeményeit gyűjtötte össze. A kilencvenes évek második felétől elbeszéléseket is ír, melyek közül néhány a nagykikindai Severni bunker és az újvidéki Polja irodalmi folyóiratokban olvashatók.
2001-ben megjelenik az említett napló Blues diary címen. 2005-ben kiadja Urvidék (Úrvidék) című elbeszéléskötetét, majd 2009-ben a Laguna könyvkiadó jelenteti meg Quattro stagioni című regényét, amellyel 2010-ben Biljana Jovanović-díjat nyer. 
Operához írt librettót és különböző tévéműsorokban irodalmi kritikusként működik közre. Műveit magyar, macedón és olasz nyelvekre fordították, melyek szerb kortárs írok műveit tartalmazó antológiákban jelentek meg.
Nős, felesége Jasna Manjulov (Boye), fiuk Filip. Slobodan Tišma Újvidéken él és dolgozik.

## Magyarul
- Bernardi szobája. (Kontratenor) hangra és zenekarra; ford. Orcsik Roland; FISZ–Jelenkor, Bp.–Pécs, 2017 (Horizontok)